# Allison Miller
Allison Miller (Roma, Itália, 2 de setembro de 1985) é um atriz norte-americana nascida na Itália. Ela é mais conhecida por interpretar a Princesa Michelle Benjamin na série da NBC Kings.

## Biografia
Miller nasceu em Roma, Itália. Cresceu em Lexington, Kentucky; State College, Pennsylvania; e Tallahassee, Flórida. Allison Miller é filha dos norte-americanos Margo e John Winn Miller. O pai dela, John, já foi editor do jornal The Olympian de Olympia, Washington. Ele se aposentou em janeiro de 2009 para seguir outros interesses. Os pais dela desde então saíram de Washington e voltaram para o leste dos Estados Unidos.
Miller formou-se na Maclay School em Tallahassee. Ela estudou na Universidade da Flórida em Gainesville por alguns semestres antes de se transferir para o Rhodes College. Ela é membro da fraternidade Kappa Delta e apareceu em uma reportagem da fraternidade no The Angelos.
Em 2006, Miller mudou-se para Hollywood para se dedicar em tempo integral à carreira de atriz. Além de atuar, ela possui treinamento em voz, sapateado, e jazz, assim como dança moderna. Ela é mezzo-soprano. Allison também toca piano e violão e é fluente em espanhol e francês.

## Carreira
Miller começou a carreira no Young Actor's Theatre in Tallahassee, Flórida. Ela fez o papel de Nora na peça Brighton Beach Memoirs.
A atriz foi uma das oito finalistas escolhidas para interpretar Laurie no reality show de 2004 do VH-1 chamado In Search of the New Partridge Family.
Ela apareceu na televisão de novo em Lucy's Piano, em 2006. Ela foi atriz convidada em séries como General Hospital, CSI: NY, Desperate Housewives, e Boston Legal.
Miller fez parte do elenco principal da série de televisão da NBC Kings, que foi baseada na história bíblica de David. Ela interpretou a Princesa Michelle Benjamin, que é uma análoga à personagem bíblica Mical (filha de Saul e primeira esposa de David).
Miller apareceu em dois filmes de 2009: a versão live-action de Blood: The Last Vampire; e 17 Again, em que ela interpretou a namorada colegial de Zac Efron, chamada Scarlett.
Miller interpreta Skye na série de ficção científica de Steven Spielberg, Terra Nova. A série não foi renovada para a segunda temporada.
Em 2012, Miller interpreta Carrie, secretária do personagem de Matthew Perry em Go On.

## Vida pessoal
Allison casou-se com o ator e comediante Adam Nee em 2012.

## Filmografia
| Ano  | Filme                                 | Papel                      | Notas                      |
| ---- | ------------------------------------- | -------------------------- | -------------------------- |
| 2004 | In Search of the New Partridge Family | Ela mesma                  | (episódios desconhecidos)  |
| 2006 | Lucy's Piano                          | Lucy                       |                            |
| 2006 | General Hospital                      | Teen Tracy                 | (1 episódio)               |
| 2006 | Mind of Mencia                        | Ounk Girl                  |                            |
| 2006 | Cold Case                             | Violet Polley - 1928/1929  | (1 episódio)               |
| 2006 | CSI: NY                               | Carensa Sanders/'Omen'     | (1 episódio)               |
| 2006 | Desperate Housewives                  | Tanya                      | (1 episódio)               |
| 2007 | Take                                  | Shoe Sales Girl            |                            |
| 2007 | Boston Legal                          | Marlena Hoffman            | (2 episódios, 2007-2008)   |
| 2009 | Kings                                 | Princesa Michelle Benjamin | (12 episódios)             |
| 2009 | 17 Again                              | Scarlett (adolescente)     |                            |
| 2009 | Blood: The Last Vampire               | Alice Mckee                |                            |
| 2010 | Betwixt                               | Celine Halstead            |                            |
| 2011 | Terra Nova                            | Skye                       |                            |
| 2012 | Go On                                 | Carrie                     | (16 episódios)             |
| 2014 | Devil's Due                           | Samantha McCall            | Papel principal            |
| 2014 | Bad Teacher                           | Janet                      | (1 episódio)               |
| 2014 | Selfie                                | Julia                      | (6 episódios)              |
| 2014 | There's Always Woodstock              | Catherine Brown            |                            |
| 2018 | 13 Reasons Why                        | Sonya Struhl               | 2ª temporada; 10 episódios |
| 2018 | A Million Little Things               | Maggie                     | Elenco principal           |